# Fox Business Network
Fox Business Network (FBN) ist ein US-amerikanischer Wirtschaftsnachrichten-Sender mit Sitz in New York City. Er gehört wie auch der Muttersender Fox News zum Medienkonzern 21st Century Fox (ehemals bekannt als News Corporation, nicht zu verwechseln mit der davon losgelösten News Corp.) des konservativen Unternehmers Rupert Murdoch. 
FBN ging am 15. Oktober 2007 auf Sendung und galt bei Sendestart laut Der Standard als einer der größten Neustarts im US-Kabelfernsehen. Zu Beginn waren über das Kabelnetz 31,5 Mio. US-Haushalte angeschlossen. Strategisch wollte der Betreiber-Konzern mit FBN einen eigenen Business-Fernsehkanal etablieren, der in Konkurrenz zum Marktführer CNBC von General Electric gehen sollte. Geplant war, den Erfolg seines Fox News Channel zu wiederholen, der vier Jahre nach seinem Start CNN als führenden Kabelnachrichtensender abgelöst hatte. Langfristig wollte er auch in anderen Ländern nationale Ableger von FBN starten, wie es das britische Sky Network von Murdoch tat. Der Start von FBN war Teil von Murdochs Initiative, die Kompetenz für Wirtschafts- und Finanzjournalismus auf Druckerzeugnisse, Fernsehen und das Internet auszudehnen. Zuvor hatte er den Dow Jones, den Verlag des Wall Street Journal für 5 Mrd. US-Dollar (damals 3,51 Mrd. €) übernommen. 
Zunächst hatte die Mehrheit der bei dem Sender ausgestrahlten Formate in der Regel weniger als 70.000 Zuschauer. Anfang 2012 sah sich das Management zu drastischen Maßnahmen gezwungen und strich das gesamte Programm, das bisher donnerstags zur Hauptsendezeit gelaufen war und ersetzte es durch Wiederholungen.
Wie andere 21st-Century-Fox-Produkte wird auch FBN als FOX Business Simulcast (Kanal 113) via SiriusXM-Satelliten-Radio verbreitet.